# Katiskakari och Rakli
Katiskakari och Rakli med Huljukari och Matalakari är en ö i Finland. Den ligger i Bottenhavet och i kommunen Sastmola i den ekonomiska regionen  Björneborgs ekonomiska region i landskapet Satakunta, i den västra delen av landet. Ön ligger omkring 39 kilometer norr om Björneborg och omkring 260 kilometer nordväst om Helsingfors.
Öns area är 7,5 hektar och dess största längd är 0,6 kilometer i nord-sydlig riktning.

## Delöar och uddar
- Katiskakari 61°48′35″N 21°30′02″Ö / 61.8098°N 21.50062°Ö
- Rakli 61°48′34″N 21°29′48″Ö / 61.80931°N 21.49665°Ö
- Huljukari 61°48′39″N 21°30′06″Ö / 61.81082°N 21.50165°Ö
- Matalakari 61°48′27″N 21°29′52″Ö / 61.8075°N 21.49787°Ö